# 頂體 (真菌)
在真菌學中，頂體（德語：Spitzenkörper）指的是菌絲頂端負責菌絲生長、延長的區域，由許多囊泡組成，在孢子萌發及菌絲要分支時特別明顯，在光學顯微鏡下即可看見。頂體在菌絲頂端的位置反映了菌絲將要生長的方向，另外在真菌細胞中，頂體可算是內膜系統的一部份。

## 結構
頂體中，囊泡圍繞著由微絲構成的網狀中心，多核糖體常出現在接近頂體後端邊緣的區域，微管會伸入並穿透頂體，伏魯寧體則可見於頂體的前端，但不被認為與菌絲的生長有關。微管主要負責囊泡到頂體的運輸過程，微絲則負責囊泡在頂體內部以及到膜上的運輸，因此頂體可被視為微管與微絲運輸轉換的中繼站。免疫染色已證實頂體可能含有微絲組裝中心，有人進一步提出頂體可能是真菌的微管組織中心這一新穎的假說，也成功用免疫染色在頂體染到與微管組織中心密切相關的γ-微管蛋白，但後續實驗未能成功將其定位。另外有研究以綠螢光蛋白標記α與β微管蛋白，結果也不支持微管是由頂體發出的假說。
在雙核亞界真菌（擔子菌門與子囊菌門）中，囊泡大至可分為兩種，較大的頂體囊泡（直徑70至90奈米）與較小的微囊泡（直徑30至40奈米）。囊泡的配置常為分泌性囊泡包圍著小型囊泡，形成明顯的頂體，而在卵菌與接合菌門等低等真菌中，囊泡通常較鬆散地分布在菌絲頂端，而不形成明顯可辨的頂體。
頂體的囊泡應是用於運輸菌絲生長所需要的物質，但尚不清楚其形成過程與內容物是否有特異性，已有研究成功分離一群有幾丁質合成活性的微囊泡，並將其命名為chitosome，這些囊泡與酵母菌合成幾丁質的內吞囊泡可能有關聯。

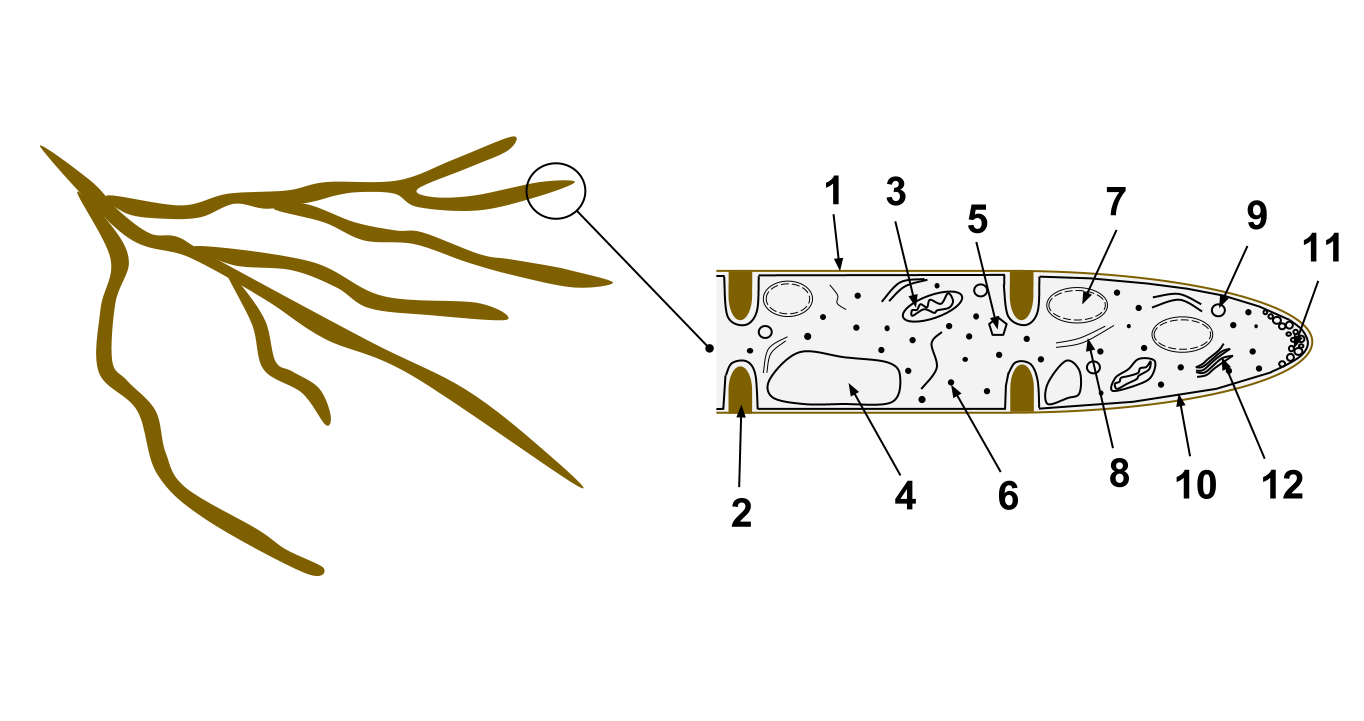
編號11所指即為頂體

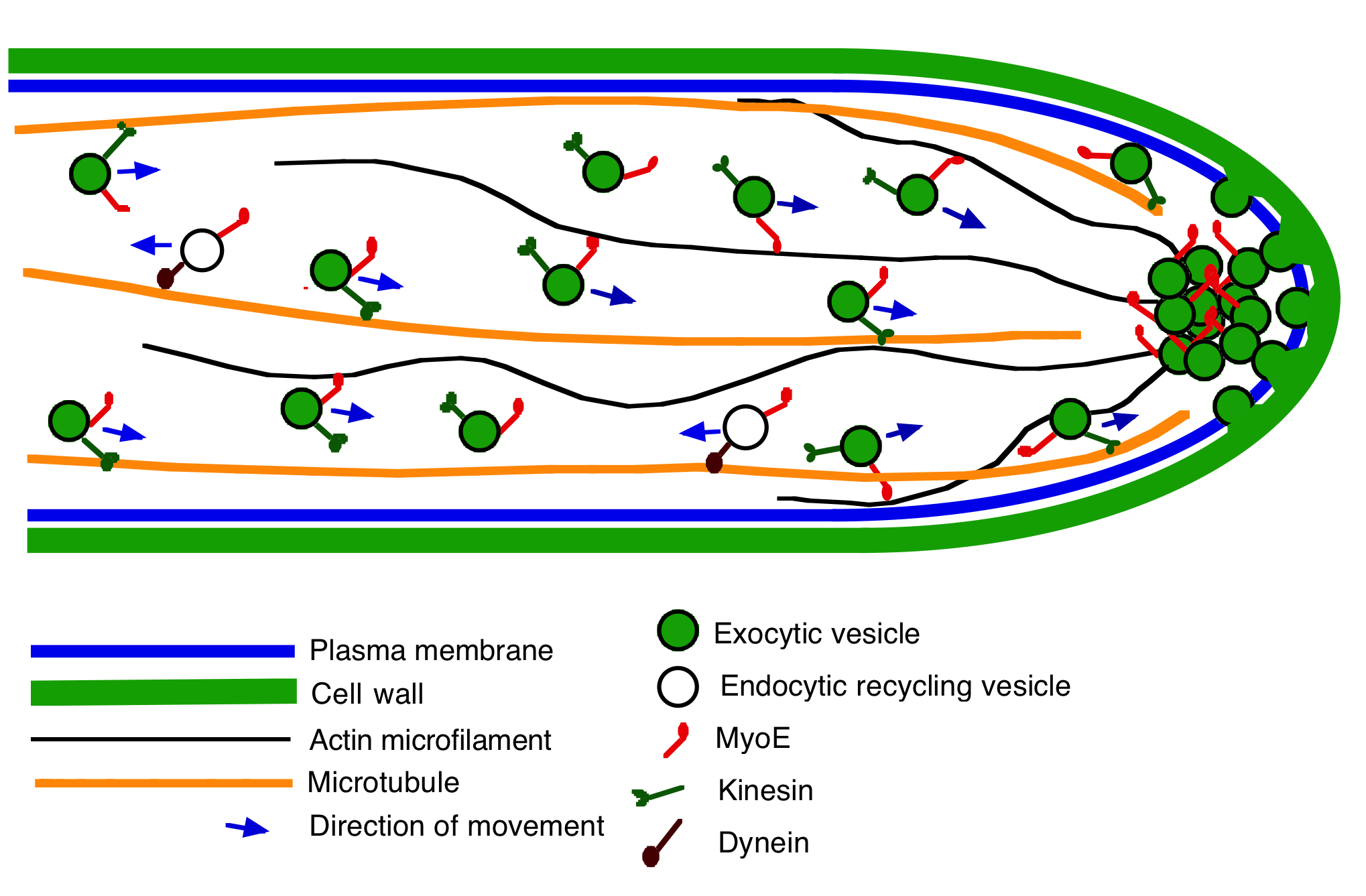
小巢狀麴菌的菌丝顶端生长

在頂體後側附近有一群囊泡被稱為「衛星頂體」（satellite Spitzenkörper），這些囊泡與頂體囊泡的融合可能可以啟動菌絲的延長。

## 歷史
1924年，德國生物學家Brunswick在光學顯微鏡下觀察鬼傘屬染色後的菌絲時，首次發現頂體的存在，他將頂體描述為一塊獨立、暗色的胞器，可能與菌絲的延長有關。1955年Girbardt透過相位差顯微鏡首次在活菌絲中觀察到頂體，他也認為頂體和菌絲延長有關，在環境壓力下頂體會暫時分解消失，但當菌絲恢復生長時又出現，另外他也發現頂體可在菌絲前端移動位置，其位置標示菌絲的生長方向。之後Girbardt等人繼續描述不同真菌的頂體，大致確定其構造為許多囊泡，而非一個獨立的、由膜包覆的胞器。